# La Mort en prime
Pour plus de détails, voir Fiche technique et Distribution.
La Mort en prime (Repo Man) est un film américain réalisé par Alex Cox, sorti en 1984.

## Résumé
Otto Maddox est un jeune punk malchanceux : il vient de perdre son emploi et sa petite-amie l'a quitté pour un autre. Il erre alors dans Los Angeles où il fait la connaissance de Bud, qui lui propose de travailler pour lui. Otto devient ainsi repo man : quelqu'un chargé de récupérer des voitures impayées par leurs propriétaires. L'entreprise s'appelle Helping Hand.
Il fait la connaissance de Leila, une femme qui travaille pour United Fruitcake Outlet (UFO). Elle explique faire partie d'un réseau secret qui a réussi à faire sortir clandestinement le corps d'un alien d'une base aérienne, ce corps est actuellement dans le coffre d'une voiture, une Chevrolet Malibu. Elle est actuellement à la recherche de cette voiture. Otto ne la croit pas, il s'en amuse.
Une prime de 20 000 dollars est offerte pour la voiture, somme importante et inhabituelle. Les employés de Helping Hand, ainsi que les frères Rodriguez — des repo men concurrents — se mettent à la recherche de la voiture.
Les frères Rodriguez sont les premiers à s'emparer de la voiture. Mais il se la font rapidement voler par une bande de punks, d'anciens amis d'Otto. Puis, le conducteur original, membre de l'UFO, arrive à reprendre la voiture. Otto croise son chemin et monte dans la voiture à son tour, avant que le conducteur s'évanouisse du fait des radiations émises par l'alien. Otto débarque le corps du conducteur et ramène la voiture dans la cour d'Helping Hand. La voiture se fait à nouveau voler. Toutes les organisations qui recherchent la voiture finissent par la retrouver en même temps. Mais la voiture, maintenant entourée d'un halo vert et brillant, blesse toute personne qui s'en approche. Seul un employé de Helping Hand entre dans la voiture sans dommage. Il invite Otto à venir avec lui, et partent tous les deux dans la voiture qui s'envole.

## Fiche technique
- Titre français : La Mort en prime
- Titre original : Repo Man
- Réalisation : Alex Cox
- Scénario : Alex Cox
- Musique : Steven Hufsteter & Tito Larriva
- Photographie : Robby Müller
- Montage : Dennis Dolan
- Production : Peter McCarthy (en) &  Jonathan Wacks
- Société de production : Edge city
- Société de distribution : Universal Pictures
- Pays :  États-Unis
- Langue : Anglais
- Format : Couleur - Mono - 35 mm - 1.85:1
- Genre : Action, Comédie, science-fiction
- Durée : 92 min

## Distribution
- Emilio Estevez (VF : Luq Hamet) : Otto Maddox
- Harry Dean Stanton (VF : Bernard Tixier) : Bud
- Olivia Barash (VF : Annabelle Roux) : Leila
- Vonetta McGee : Marlene
- Sy Richardson (VF : Med Hondo) : Lite
- Tracey Walter (VF : Jacques Ferrière) : Miller
- Susan Barnes : L'agent Rogersz
- Tom Finnegan (VF : Roger Lumont) : Oly
- Eddie Velez (VF : Greg Germain) : Napo
- Del Zamora (VF : Patrick Guillemin) : Lagarto
- Fox Harris (VF : Albert Augier) : J. Frank Parnell
- Dick Rude (VF : Vincent Ropion) : Duke
- Richard Foronjy : Plettschner
- Jennifer Balgobin : Debbi
- Zander Schloss (VF : Georges Caudron) : Kevin
- Miguel Sandoval : Archie
- Helen Martin : Mme Parks

## Distinctions

### Nomination
- Saturn Awards
  - Meilleur scénario pour Alex Cox

### Récompenses
- Saturn Awards
  - Meilleur second rôle pour Tracey Walter

- BSFC Awards
  - Meilleur scénario pour Alex Cox

## Bande originale
1. Iggy Pop - Repo Man – 5:12
2. Black Flag - TV Party – 3:50
3. Suicidal Tendencies - Institutionalized – 3:49
4. Circle Jerks - Coup d'État – 1:59
5. The Plugz - El Clavo y la Cruz – 2:56
6. Burning Sensations (en) - Pablo Picasso – 4:01
7. Fear - Let's Have a War – 2:28
8. Circle Jerks - When the Shit Hits the Fan – 3:11
9. The Plugz - Hombre Secreto (Secret Agent Man) – 1:46
10. Juicy Bananas - Bad Man – 4:59
11. The Plugz - Reel Ten – 3:09